# Růžena Zátková
Růžena Zátková (Praga, 1885 – Leysin, 1923) è stata una pittrice e scultrice ceca, esponente del futurismo.
Originaria della Boemia si stabilì a Roma all'inizio del secolo. Fu compagna di Arturo Cappa, socialista e vicino ai futuristi russi. Fu allieva di Giacomo Balla anche se è ignoto l'anno della sua adesione al futurismo. Fu un'artista poliedrica, si dedicò alla pittura, alla scultura e alle opere polimaterica realizzando plastici, quadri-sensazione e pitture luminose. La sua produzione funge da unione tra il futurismo e suprematismo-costruttivismo russo.
Famosa per il ritratto di Marinetti, il quale lo tenne fino alla sua morte nello studio di Milano.
Morì nel 1923 a 38 anni di tubercolosi a Leysin in Svizzera dove era in cura.

## Opere
I dipinti della Zátková rappresentavano paesaggi soprattutto marini e figure umane e immagini estrapolate dalle tradizioni popolari della Boemia. Poi l'artista passò alla creazione di composizioni polimateriche movibili e caratterizzate da elementi eterogenei come ritagli metallici, perline, stagnola, veline colorate, legno, ferro, pezzi di vetro, cartone ondulato. I plastici della Zátková sono andati distrutti e, dunque, ci restano solo delle fotografie.
- Ritratto di Marinetti.
- Lotta di supremazione fra i vari oggetti.
- Il demonio della violenza.
- Macchina pianta.
- Acqua scorrente sotto ghiaccio e neve (composizione polimaterica movibile).